# MTV (Адрија)
MTV Adria bila je muzička televizijska stanica koja je delovala kao deo mreže MTV Global (prethodno MTV Europe), koja je, pak, deo globalne MTV korporacije. Signal ove mreže emitovan je na teritorijama zemalja bivše Socijalističke Federativne Republike Jugoslavije, uključujući Sloveniju, Hrvatsku, Bosnu i Hercegovinu, Severnu Makedoniju, Crnu Goru i Srbiju. Emitovanje je započelo 1. septembra 2015. godine, a prvi video-spotovi koji su prikazani bili su „Beautiful Day“ grupe U2 i „Don’t Cha“ grupe Pussycat Dolls. Prvi spot regionalnog izvođača bio je spot za pesmu „Ring“ slovenačkog benda Siddharta. Program MTV Adria emitovan je do 1. januara 2018. godine, a poslednji spot koji je emitovan bio je spot za pesmu „Beautiful Day“ grupe U2.

## Istorijat
Emitovanje programa na kanalu MTV Adria započelo je 1. septembra 2005. godine putem satelitske mreže. Osnovni cilj ovog kanala bio je promocija i umrežavanje muzičkih izvođača sa prostora bivše Socijalističke Federativne Republike Jugoslavije. Emitovanje je bilo dostupno gledaocima besplatno. Povodom lansiranja kanala, organizovani su prigodni koncerti u glavnim gradovima država u kojima je kanal bio dostupan. Cilj je bila promocija i afirmacija umentika, a kako su iz MTV produkcije naglasili: „Na taj način MTV Adria će mladim stvaraocima iz regije pružiti mogućnost izražavanja kreativnosti na području muzičke i audio-vizuelne umetnosti, napomenu da će MTV Adria povezivati međunarodnu MTV produkciju zabavnih emisija i relevantnu međunarodnu muzičku produkciju sa urbanom muzikom koja nastaje u regiji.“ Dolazak MTV Adria na ove prostore, uglavnom je ipraćen pozitivnim reakcijama, jer su umetnici i kritičari u njemu prepoznali mogućnost da, godinama marginalizovana pop-rok scena ponovo pronađe put do šire publike.
Inicijalno, sedište televizije bilo je u Ljubljani (Silovenija). U želji da se poveća prisutnost MTV mreže u regionu, MTV Adria je u junu 2009. godine otvorila kancelarije u Zagrebu (Hrvatska) i Beogradu (Srbija). Kasnije je sedište MTV Adria premešteno u Beograd, odakle  je uspostavljena komunikacija i koordinacija sa evropskim MTV kancelarijama u Londonu, Varšavi i Budimpešti.
Od samog početka, signal je bio podeljen prema regionima – za teritorije Hrvatske, Srbije i Slovenije. Emitovana su tri signala sa nezvaničnim nazivima MTV Srbija, MTV Hrvatska i MTV Slovenija. Ova podela bila je finansijski motivisana, s obzirom na to da je reč o tri najveća regionalna tržišta. Signali su imali isti sadržaj, brendiranje i programsku šemu, dok su se razlike ogledale u jeziku prevoda inostranih emisija, reklamama i sponzorstvima. Na teritorijama preostalih zemalja bivše SFRJ (Bosna i Hercegovina, Severna Makedonija i Crna Gora) emitovan je signal iz MTV Adria iz Srbije. Emitovanje tri signala sa identičnim sadržajem trajalo je do 2011. godine, preciznije do 25. avgusta 2011. dogodine kada je došlo do programskog razdvajanja ovih kanala.
Nakon četiri godine postojanja, 2009. godine dolazi do promena u poslovanju MTV  Adria u regionu, što se ogleda u tri promene koje su se dogodile. Prvenstveno, došlo je do rebrendiranja MTV Adrije – oznaka „Adria“ je postepeno uklonjena sa svih vizuelnih rešenja, a ovaj proces je prošao gotovo neprimetno pošto je naziv „Adria“ postepeno izostavljen iz naslova emisija i top-lista, a na kraju je potpuno sklonjen i sa samog logotipa (npr. top-lista „Adria Top 20“ preimenovana je u „Top 20“). Dalje, u avgustu iste godine, MTV je uvršten u ponudu kablovskih operatera čime je TV kanal zvanično prestao da bude besplatan. Takođe, 19. septembra 2009. godine, MTV je lansirao tri regionalne internet stranice dostupne na hrvatskom, slovenačkom i srpskom jeziku.
Početak kraja kanala MTV Adria desio se u martu 2015. godine, kada su signali koje su emitovali MTV Hrvatska i MTV Slovenija ujedinjeni, te su emitovali isti signal, uz reklame na hrvatskom i slovenačkom jeziku, kao i promotivne kampanje na engleskom jeziku. U isto vreme, internet sajt slovenačkog MTV-a je ugašen, a posetioci su preusmeravani na sajt MTV Hrvatske ili na globalni MTV sajt. Kasnije su posetioci preusmeravani na sajt MTV Srbije.
Godina 2017. bila je poslednja godina rada MTV Adria. U julu 2017. godine, kanal je prestao sa emitovanjem svih TV emisija i ujedinio je signal za sve zemlje, pa je sadržaj bio isključivo baziran na muzičkim spotovima. Takođe, uga[eni su svi sajtovi i društvene mreže osim Fejsbuk stranice kanala. Dalje, od septembra 2017. godine, su sve top-liste i tematski blokovi zamenjeni globalnim top-listama. Tačno u ponoć 1. januara 2018. godine, prestalo je emitovanje kanala MTV Adria. Simbolično, poslednja pesma koja je puštena bila je „Beautiful Day“ grupe U2. Signal MTV Adria zamenjen je signalom MTV Europe.

## Programska šema
Na početku, programska šema kanala MTV Adria isključivo se sastojala od muzičkog sadržaja, pri čemu je 20% programa bilo posvećeno muzičkim izvođačima iz zemalja bivše Socijalističke Federativne Republike Jugoslavije, dok je preostalih 80% rezervisano za izvođače iz inostranstva. Vremenom, programska šema je proširena uvođenjem emisija iz produkcije MTV, kao što su Punk'd, My Super Sweet Sixteen, Pimp My Ride i Room Raiders... Tako su se postepeno na MTV Adria emitovale brojne emisije koje su pokrivale najrazličitije teme, kao i muzičke žanrove. Takođe, uključene su emisije regionalne produkcije, kao i specijalni programi posvećeni događajima u regionu.

#### Spisak muzičkih emisija
- 3 From 1
- Alternative Nation
- Biggest! Hottest! Loudest!
- Chill Out Zone
- Dancefloor Chart
- Domaća Naloga / Domaća Zadaća / Domaći Zadatak
- Domačica / Domaćica
- Hip Hop Chart
- Jukebox
- Morning Mix
- MTV Live
- MTV Premijera
- Music Non Stop
- Party Zone
- Rock Chart
- The 10 Biggest Tracks Right Now
- Top 10 At 10
- Top 20
- MTV Push
- MTV World Stage

#### Lokalne produkcije
- Blok
- Adria Top 20
- Hitorama
- Okus Znanih / Ukus Poznatih
- MTV Express
- MTV News Weekend Edition
- MTV Takeover
- Summer Festival Report
- MTV Reporteri (samo na teritoriji Srbije)

#### Zabava / Međunarodni program
- Awkward
- Catfish: The TV Show
- House Of Food
- Geordie Shore
- Girl Code
- Guy Code
- Ridiculousness
- Snack-Off
- Snooki & Jwoww
- Miss Farah
- Teen Mom
- The Challenge
- The Ex And The Why?
- The Real World
- Times Up
- Warsaw Shore
- Ex On The Beach

## Voditelji[8]
Kako je program MTV Adria bio je višejezični, svaki kanal je samostalno raspisivao konkurs za voditelje. Uočava se da su voditelji pretežno bili mladi ljudi i studenti, iz sveta umetnosti.
- Ivan Šarić – voditelj emisije MTV News Weekend Edition
- Martina Vrbos – voditeljka emisije Blok
- Lana Borić – voditeljka emisije Dance Floor Chart
- Maja Taraniš – voditeljka emisije Adria Top 20
- Galeb Nikačević Hasci-Jare – voditelj emisije MTV Blok Chart
- Ana Šutinoska - voditeljka The Rock Chart
- Ida Prester - voditeljka emisije Hitorama
- Maša Pavoković - voditeljka emisije Adria Top 20
- Mia Kovačić - voditeljka emisije Vibra
- Naida Kundurović - voditeljka emisije MTV News
- Polona Odlazek - voditeljka emisije Adria Top 20
- Sergej Trifunović - voditelj emisije Hitorama

## Nagrada Best Adria Act
Od osnivanja MTV Adria, to jest, 2005. godine uvedena je kategorija Best Adriatic Act (Best Act - MTV Adria) na dodeli evropskih MTV nagrada. Pobednici u ovoj kategoriji bili su:
- Siddhartha (2005)[9]
- Aleksandra Kovač (2006)[10]
- Van Gog (2007)[11]
- Elvir Laković Laka (2008)[12]
- Lollobrigida (2009)[13]
- Gramophonedzie (2010)[14]
- Dubioza kolektiv (2011)[15]
- Who See (2012)[16]
- Frenkie (2013)[17]
- Van Gog (2014)[18]
- Danijel Kajmakoski (2015)[19]
- S. A. R. S. (2016)[20]
- Ničim izazvan (2017)[21]

## MTV Download
Sa ciljem da se podstaknu i pomognu muzičari na početku karijere, od 1. januara 2011. Godine, MTV Adria uveo je opciju MTV download na sva tri internet sajta - u Srbiji, Sloveniji i Hrvatskoj. Prvi zvanično objavljeni album u produkciji MTV Adria bio je CD album grupe S.A.R.S. koji je sačuvan preko 45.000 u prva tri meseca. Tokom postojanja, MTV je objavio preko 60 albuma i singlova na isti način. Najzapaženije objave su bile:
- S.A.R.S. – Perspektiva
- MVP – Za bolje znam, al' mi bolje ne treba
- Bei The Fish – Ideal Woman
- MistakeMistake – MMORPG
- Maraaya – Savršen dan
- Bei the Fish –  Just an Idea!?
- LoOney – Kompromis
- General Woo – Verbalni delikt
- Tea Break – Second Hand Hero
- Trash Candy – What's Your Story?
- Toni Zen – Toni Zen e.....SuperZen
- Mirko Luković –  Gola voda
- Nikola Sarić – Pesmom kroz zid
- High Control – Report
- Крш – Prekršaj
- Azil 5 – Heart fiesta
- Polyester Shock – Odmah i sad
- Emkej – Znajdi se
- SevdahBABY – (Extrava)ganc novi FUNK!
- Sell Out – The Best Of
- TheSpian – Why So Serious
- Samostalni referenti – The GreaTESTIS Hits
- Igor Garnier – Love Is Taking Control
- Viseći vrtovi Vavilona – Indigo deca
- Who See – Krš i Drača
- Artiljero – Artiljero OST